# Oncousoecia dilatans
Oncousoecia dilatans är en mossdjursart som först beskrevs av Johnston 1847.  Oncousoecia dilatans ingår i släktet Oncousoecia och familjen Oncousoeciidae. Arten har ej påträffats i Sverige. Inga underarter finns listade i Catalogue of Life.